# Jesper Grønkjær
Jesper Grønkjær (Nuuk (Groenland), 12 augustus 1977) is een Deens voormalig voetballer. Hij sloot in het seizoen 2010/11 zijn actieve carrière af bij  FC Kopenhagen, waar hij speelde sinds het seizoen 2006//07. Hij kon zowel links als rechts in de aanval spelen. Met Denemarken speelde Grønkjær op de Europese kampioenschappen van 2000 en 2004 en de wereldkampioenschappen van 2002 en 2010. Na de uitschakeling van Denemarken op het WK 2010, kondigde Grønkjær zijn interlandpensioen aan.

## Clubcarrière
Op voorspraak van coach Morten Olsen kocht AFC Ajax hem in oktober 1997 van Aalborg BK voor een transferbedrag van ongeveer vijf miljoen euro. Bij Ajax manifesteerde Grønkjær zich als een klassieke vleugelaanvaller met een scherpe voorzet. Ook zou hier zijn grootste handicap zich tentoonspreiden: tijdens zijn Ajax-periode had hij last van zowel grote als kleine blessures. Desalniettemin, werd hij na het seizoen 1999/00 door de supporters uitgeroepen tot "Ajax-speler van het jaar".
Na het EK 2000 werd hij voor een bedrag van ongeveer 11,5 miljoen euro overgenomen door Chelsea. Ook bij de Londense club wisselde hij betere wedstrijden af met blessures en vormverlies. Na vier seizoenen onder coach Claudio Ranieri verruilde hij Chelsea in juli 2004 voor Birmingham City. Met deze transfer was zo'n 3,3 miljoen euro gemoeid. Vanaf dat moment brak er een periode aan bij verschillende clubs in de Europese subtop.
Na een zwakke start bij Birmingham, wat mede kwam doordat het hele team met zichzelf worstelde, werd hij in december 2004 verkocht aan Atlético Madrid. Ook hier kon Grønkjær zijn draai niet vinden. Hij werd weer een half jaar later verkocht aan VfB Stuttgart, waar ook de Deense international Jon Dahl Tomasson speelde en trainer Giovanni Trapattoni vastberaden was om Stuttgart naar de Duitse top te brengen. Ondanks deze vastberadenheid en de hoge verwachtingen die daarmee gepaard gingen, bleven de prestaties uit en was de club een middenmoter. In februari 2006 hadden de Deense vedetten er genoeg van en bekritiseerden ze na twaalf gelijke spelen in twintig wedstrijden openlijk de behoudende speelwijze van hun coach. Deze kritiek schoot bij Trapattoni in het verkeerde keelgat en hij zette de twee de eerstvolgende wedstrijd op de bank. Het bestuur koos de kant van de spelers en ontsloeg Trapattoni de volgende dag. Grønkjær maakte het seizoen af bij Stuttgart.
Hij besloot terug te keren naar Denemarken en bij FC Kopenhagen te gaan spelen. Door blessures kwam hij niet altijd aan spelen toe en leed hij veel aan vormverlies. In het seizoen 2010/11 bleef hij, na een blessure in het begin van het seizoen, fit. Hij besloot daarna om een punt achter zijn carrière te zetten na de laatste wedstrijd, toevalligerwijs tegen zijn oude club Aalborg BK. Hij scoorde in deze wedstrijd op zijn typische manier, door vanaf de linkerflank naar binnen te trekken en daarna de bal in de verre hoek te krullen. Zo sloot hij zijn carrière af met een doelpunt, een 2-0-overwinning en de Deense titel.

## Clubstatistieken
| Seizoen | Club            | Land       | Duels | Goals |
| ------- | --------------- | ---------- | ----- | ----- |
| 1995/96 | Aalborg BK      | Denemarken | 29    | 3     |
| 1996/97 | Aalborg BK      | Denemarken | 28    | 1     |
| 1997/98 | Aalborg BK      | Denemarken | 29    | 6     |
| 1998/99 | Ajax            | Nederland  | 25    | 8     |
| 1999/00 | Ajax            | Nederland  | 25    | 3     |
| 2000/01 | Ajax            | Nederland  | 5     | 1     |
| 2000/01 | Chelsea         | Engeland   | 14    | 1     |
| 2001/02 | Chelsea         | Engeland   | 13    | 0     |
| 2002/03 | Chelsea         | Engeland   | 30    | 4     |
| 2003/04 | Chelsea         | Engeland   | 31    | 2     |
| 2004/05 | Birmingham City | Engeland   | 16    | 0     |
| 2004/05 | Atlético Madrid | Spanje     | 16    | 0     |
| 2005/06 | VfB Stuttgart   | Duitsland  | 25    | 0     |
| 2006/07 | FC Kopenhagen   | Denemarken | 21    | 5     |
| 2007/08 | FC Kopenhagen   | Denemarken | 25    | 3     |
| 2008/09 | FC Kopenhagen   | Denemarken | 14    | 2     |
| 2009/10 | FC Kopenhagen   | Denemarken | 29    | 2     |
| 2010/11 | FC Kopenhagen   | Denemarken | 25    | 4     |
| Totaal  | Totaal          | Totaal     | 400   | 45    |

## Erelijst
Club
- Nederlandse beker met Ajax in 1998/99
- Landskampioen Denemarken met FC Kopenhagen in 2006/07, 2008/09, 2009/10 en 2010/11
- Deense beker met FC Kopenhagen in 2008/09

Individueel
- Deens profvoetballer van het jaar in 2007